# Impresario
Een impresario regelt optredens voor artiesten. Het bedrijf van een impresario wordt een impresariaat genoemd. Een organisatie die muziek nodig heeft voor een feest, een braderie of een feestelijke opening, kan contact opnemen met de impresario die vervolgens een muzikant uitkiest die voor de juiste muziek kan zorgen. De impresario ontvangt een percentage van de gage die betaald wordt aan de muzikant als vergoeding voor de bemiddeling en administratieve afhandeling (contracten). 
De voordelen voor de organisatie zijn dat ze niet hoeft te zoeken naar een muzikant, en dat wanneer de muzikant het optreden om welke reden dan ook afzegt, de impresario eenvoudig een alternatief kan bieden. Voor de muzikant is het voordeel dat hij de acquisitie kan uitbesteden.
Een impresario kan ook gespecialiseerd zijn in musici uit de klassieke muziek. Als een concertzaal een specifieke solist wil programmeren, nemen ze contact op met de impresario die deze musicus vertegenwoordigt. De impresario kijkt of het optreden past in de agenda van de solist en onderhandelt met de zaal over de vergoeding. Een impresario kan ook actief zalen bellen om een optreden van de solist aan te bieden. Als  een solist bijvoorbeeld naar een ver land moet reizen voor een concert op uitnodiging, kan een impresario proberen, eventueel in samenwerking met een impresariaat ter plekke, om een tournee in dat land te organiseren.